# Aart Snoek
Aart Snoek (Rotterdam, 15 september 1916 - Rotterdam, 20 oktober 1992) was een Nederlands politicus.
Snoek was een Rotterdamse tandtechnicus, die in 1966 in het voetspoor van Boer Koekoek eerst tot raadslid in Rotterdam en daarna tot Eerste Kamerlid werd gekozen. Hij distantieerde zich van zijn omstreden fractiegenoot Adams en volgde hem in november 1966 op als voorzitter van de tweemansfractie van de Boerenpartij.
- Biografisch Portaal: 89391297
- International Standard Name Identifier: 0000 0003 9582 5509
- Nederlandse Thesaurus van Auteursnamen: 339639695
- Parlement.com: vg09ll94cazk
- Virtual International Authority File: 290664987